# Gabapentina
Gabapentina é um fármaco da classe dos anticonvulsivantes, análogo de GABA. Foi desenvolvido para o tratamento da epilepsia e acabou também por passar a ser utilizado para o tratamento de dor ocasionadas pelos nervos periféricos. Provoca uma série de reações adversas, sobretudo fadiga, tonturas e sonolência. Além disso, não pode ter seu uso interrompido de forma abrupta e afeta alguns exames laboratoriais como o Ames N-Multistick SG, que resulta em falsos positivos para proteínas na urina. Apesar disso, parece possuir poucas interações medicamentosas.

## Histórico
Foi aprovado pelo FDA em 1994, como coadjuvante para o tratamento de ataques parciais. Em 2002, foi aprovado para tratamento da neuralgia pós-herpética, outras neuropatias e dores de origem nervosa.

## Indicações
- Crises convulsivas
- Neuralgias
- Depressão
- Bipolaridade (transtorno de humor)
- Fibromialgia

## Mecanismo de ação
O fármaco,apesar de sua estrutura ser semelhante a GABA, não se liga a GABAA nem a GABAc, mas parece interagir com GABAB. Causa aumento na síntese e a libertação de GABA na fenda sináptica. O cérebro apresenta sítios de ligação altamente seletivos para a gabapentina.
Apesar de o mecanismo de ação da gabapentina ainda ser pouco conhecido, sabe-se que seu receptor é a sub-unidade α2δ-1 do complexo do canal de Ca2+ voltagem-dependente presente no axónio dos neurônios, provocando diminuição do influxo de cálcio, o que diminui a sua excitabilidade. O fármaco pode interferir na sinaptogênese através da competição com o fator astrocitário trombospondina, que apresenta evidências de envolvimento na sinaptogênese e que tem a mesma subunidade como sítio de ligação.

## Efeitos adversos
Entre os efeitos adversos da gabapentina estão incluídos a sonolência, fadiga, aumento de peso (por edema periférico), boca seca, transtornos gástricos, problemas de coordenação, fala confusa, problemas de memória, tremor ocular e distúrbios visuais.
Além disso, incontinência urinária associada à gabapentina foi raramente relatada na literatura. Vale ressaltar que esse efeito colateral já foi verificado por reexposição a esta medicação.

## Uso na gravidez e lactação
O fármaco é encontrado no leite materno. Em humanos, ainda não é clara a relação do medicamento e gravidez. Todavia, em animais o medicamento provocou efeitos teratogênicos.

## Uso veterinário
Em gatos, a gabapentina pode ser usada como analgésico no tratamento da dor multimodal, redução do estresse e ansiedade durante viagens ou consultas veterinárias, e anticonvulsivante. Também pode ser prescrita como anticonvulsivante e analgésico em cães. Além disso, a gabapentina é usada para tratar a inflamação dos nervos associada à dor crônica em cavalos e cães. Os efeitos colaterais mais comuns são fadiga e perda de coordenação motora.